# Eugenio Puga
Eugenio Puga Fisher (1896 - 1962) fue un abogado, Profesor de Estado  y  Pofesor de Hacienda Pública en la Escuela de Derecho de la Universidad  de Chile  y  ademas un conocido político chileno. Fue activo militante del Partido Democrático, y ocupó el cargo de Ministro de Justicia en numerosas ocasiones: 1944-1945, 1946, 1947-1948 y 1950. También se desempeñó como Superintendente de Bancos (1946-1962)
Es abuelo materno de  Don Arturo Prado Puga, Quien se desempeña como ministro de la excelentísima Corte Suprema de Justicia desde el año 2017

## Familia
Es hijo de Julio Puga Borne y Lucía Fisher Rubie. Es hermano de Ruperto Puga Fisher, quién asumiría como Ministro de Justicia y luego Ministro del Trabajo en 1950. 
Casado con María Domínguez Casanueva en 1920, tuvo 7 hijos Puga Dominguez: Eugenio, Lucy, Julio, José Manuel, Rosa, María de La Paz y Isabel. Es abuelo de Arturo Prado Puga, quien es ministro de la Corte suprema (2017-actualidad).
Falleció en la ciudad de Santiago en 1962, dejando una numerosa descendencia.

## Educación
Se tituló de abogado en 1917 con la tesis: "La fiscalización de la administración financiera de Chile", de la Imprenta Universitaria. Profesor de Estado por la Universidad de Chile con mención en español de la [Universidad de Chile, obtuvo su título en 1925. Presentó su tesis de grado "Zorobabel Rodríguez como novelista".

## Trayectoria pública
Se desempeñó como Profesor de Castellano en la Facultad de Ciencias Físicas y Matemáticas y en la cátedra de Hacienda Pública de la Facultad de Leyes y Ciencias Políticas (actual Facultad de Derecho) de la Universidad de Chile.
Fue Secretario de la Comisión de Reforma de la Ley General de Bancos de 1925, Presidida por el Catedrático de la Universidad de Princeton Edwin Kemmerer
Ocupó el cargo de Ministro de Justicia en numerosas ocasiones: 1944-1945, 1946, 1947-1948 y 195- 1951.
En 18 de diciembre de 1946 asume como Superintendente de Bancos en reemplazo de don Ramón Meza Barros. Fue designado por Decreto Supremo de Hacienda N° 4996 de 13 de diciembre de 1946 e informado mediante la Circular N° 360.
En el ámbito político fue militante activo del Partido Democrático.

## Publicaciones
Es autor de algunas publicaciones en el ámbito jurídico y lietarrio
En 1917 publica el libro: "La fiscalización de la administración financiera de Chile", de la Imprenta Universitaria.
En 1925 publica su Tesis para obtener el título de Profesor de Estado con mención en Castellano : "Titulo Zorobabel Rodríguez como novelista", de la Imprenta Universitaria.
En 1937 publica el libro con varias ediciones : "Hacienda pública: Apuntes tomados en clases del profesor Eugenio Puga; edición Tamargo y Trucco.", de la Editorial Universitaria, Escuela de Derecho de la Universidad de Chile.